# Bahía de Guanabara
La bahía de Guanabara (en portugués: Baía de Guanabara) es una bahía del océano Atlántico situada en el Estado de Río de Janeiro, en el sudeste de Brasil. Tiene 412 km² de superficie. Considerada la más importante del país —la segunda en extensión después de la bahía de Todos los Santos, en el estado de Bahía— en su interior se encuentra el Puerto de Río de Janeiro y la propia ciudad de Río de Janeiro, constituyendo el centro geográfico de su área metropolitana.
En 2012, la boca de la bahía fue declarada individualmente como Patrimonio de la Humanidad,  uno de los bienes integrantes de «Río de Janeiro, paisajes cariocas entre la montaña y el mar»

## Toponimia
El término Guanabara proviene del nombre con que los hugonotes franceses designaron al lugar; Rivière de Goanabara. Éste, a su vez, viene del tupí: Guanã-barã o su equivalente Gua-nã-pará, de Goá "seno" o "cuenco", nã "similar a" y pará "mar", significando «seno parecido al mar».
Si bien Guanabara no lleva tilde y en Brasil lo común es acentuar la penúltima sílaba al pronunciar el término, en atención a su origen francés y tupí correspondería acentuarse en la última (Guanabará).

## Características

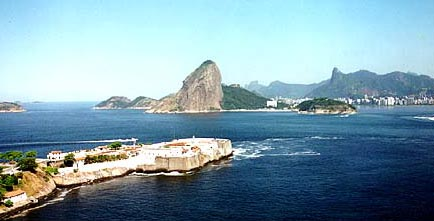
Boca de la bahía de Guanabara.
Al frente, la Fortaleza de Santa Cruz da Barra.
Al medio, el morro Pan de Azúcar.
Al fondo a la derecha, el cerro del Corcovado.

La bahía se originó por una depresión tectónica ocurrida durante el cenozoico entre dos conjuntos de bloques de falla de la sierra de Órgaos y pequeños macizos costeros. 
Su área es de aproximadamente 412 km² y se extiende entre las puntas de Copacabana e Itaipu. Su costa sufre un estrechamiento entre la punta de São João en Río de Janeiro y la punta de Fortaleza, con una anchura de 1,6 km.
En medio de este estrecho pasaje se encuentra una zona rocosa que fue utilizada durante muchos años como fuerte auxiliar para la defensa de la bahía. 
Su profundidad media es de unos 3 m, alcanzando los 8,3 m a la altura del Puente Río-Niterói y de 17 m en el canal de entrada al puerto.
En su interior hay un total de 130 islas e islotes, las que incluyen:
- Isla del Gobernador; la más grande y donde fue construido el aeropuerto internacional de la ciudad de Río de Janeiro, llamado Aeropuerto Internacional Tom Jobim/Aeropuerto Internacional de Galeão.
- Isla de Laje
- Paquetá
- Isla de las Cobras
- Isla Fiscal
- Isla de Boa Viagem
- Isla de Villegagnon
- Ilha do Fundão; artificial, donde se encuentra el campus principal de la Universidad Federal de Río de Janeiro.

## Medioambiente
La sección nororiental de la bahía y su manglar adyacente fueron declarados como un área de protección ambiental por el decreto n.º 90.225, del 25 de septiembre de 1984. Una sección de dicho manglar fue declarado como estación ecológica en 2006.

### Flora y fauna
Estudios revelan la existencia de 242 especies de aves, 167 especies de peces (81 marinos y 86 fluviales), 34 especies de reptiles y 32 especies de mamíferos que habitan los manglares, bosques, ríos y el mar de la bahía.

### Contaminación
La bahía de Guanabara es una de las más contaminadas de Brasil, siendo el binomio urbanización/industrialización el principal causante de esta polución, agravada por la falta de una política de saneamiento y recuperación ambiental hasta el fin de la década de los años 1970.
Los principales problemas ambientales que experimenta la bahía son las aguas servidas, la basura, y los derrames de petróleo. Las aguas residuales domésticas son su principal fuente de contaminación, que provienen de quince municipios cercanos y son vertidas en ríos que fluyen hacia, o directamente en la bahía, estimándose no contar con ningún tratamiento.
El basural de Jardim Gramacho, alguna vez el más grande de Latinoamérica, se situó en la localidad de Duque de Caxias desde 1976 hasta su cierre en 2012.
La bahía ha sufrido diversos derrames de petróleo a lo largo de su historia, principalmente provenientes de la refinería de Duque de Caxias y sus oleoductos. Entre ellos, se incluyen los casos de 1974, 2000 (en que se virtieron 1,3 millones de litros de crudo en las aguas), y 2018 (al menos 60.000 litros). Dichos desastres han afectado no sólo a la flora y fauna del lugar, sino también a la actividad turística y pesquera. Se estima que de éstos, ciertos daños causados al medioambiente son irreparables.

## Transporte
Las dos principales autopistas de Brasil; la BR-101 y la BR-116, atraviesan éste sector.
El Puente Río-Niterói (parte de la autopista BR-101) cruza la bahía, uniendo las localidades homónimas desde su inauguración en 1974.
El Metro de Río de Janeiro constituye el más importante medio de transporte público dentro de la ciudad, y la conecta con otras zonas de su área metropolitana a través de servicios anexos, que incluyen tranvías, trenes suburbanos, y transbordadores.
Los principales aeropuertos del área son el Aeropuerto Internacional de Galeão y el Aeropuerto Santos Dumont.

## Deportes náuticos
Existe una serie de clubes de regatas con sede en la bahía, como Flamengo, Icaraí, Gragotá, Vasco da Gama, Guanabara, Botafogo, Rio Yacht Club y Iate Clube do Rio de Janeiro.
Las regatas de vela en los Juegos Olímpicos de Río 2016 se realizaron en la bahía.

## Historia
Hacia el año 1000, la mayor parte del actual litoral brasileño -incluyendo el área del actual Río de Janeiro-, fue invadida por pueblos tupíes procedentes de la Amazonia. Estos expulsaron hacia el interior del continente a los tapuyas, los antiguos habitantes del litoral.

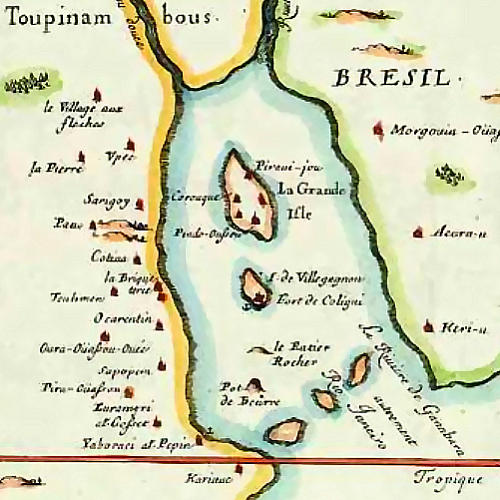
Mapa francés de la bahía de Guanabara, ca. 1555. Rico en detalles, muestra la conformación topográfica original del Pan de Azúcar (Brasil) (Pain de sucre), alejado de la playa. Con los morros de la Urca y Cara de Cão, formaba la "Ilha da Trindade", que hoy está integrada al continente como consecuencia de la sedimentación y de un aterraplamiento de final del siglo XVII. Otra curiosidad es la indicación de puntos de interés, ora en francés, ora en lengua tupí.

 La bahía de Guanabará fue descubierta por los europeos a propósito de la expedición portuguesa de 1501 de la que formaba parte Américo Vespucio, arribando a sus costas el 1 de enero de 1502. El lugar fue bautizado como "Rio de Janeiro" por la fecha de su descubrimiento como porque inicialmente los exploradores creyeron haber encontrado la desembocadura de un río.
La bahía no tuvo mayor importancia para los europeos más que como lugar de recalada y extracción de palo brasil hasta que el hugonote francés Nicolas Durand de Villegagnon, contando con el apoyo de Enrique II, fundó en sus costas la colonia de la Francia Antártica  en 1555. Para afianzar su posición, los franceses construyeron el Fuerte Coligny en la isla de Segiripe. Conscientes de este asentamiento, el gobierno portugués mandó refuerzos al gobernador de la colonia de Brasil Mem de Sá, con el objeto de expulsar a los franceses. Los portugueses se enfrentaron a ellos en 1560 y 1565, venciendo a la férrea defensa francesa pero sin ser capaces de expulsaros definitivamente sino hasta 1567. Estácio de Sá, quien auxilió a su tío en este proceso, fundó São Sebastião do Rio de Janeiro en 1565.
Bajo dominio portugués, el área formó parte de la Capitanía de São Vicente desde 1537, que estaba dividida en dos partes. Su parte septentrional finalmente fue abandonada por su donatario y refundada como la Capitanía de Río de Janeiro en 1567, siendo puesta bajo el gobierno de Salvador Correia de Sá.
El área fue el epicentro de la Revuelta de la Cachaza entre 1660 y 1661, en la que los productores de aguardiente del norte de la bahía se rebelaron contra las autoridades portuguesas por los excesivos impuestos a su actividad.
A partir de la década de 1960, se observa un estímulo directo por parte del Estado Brasileño para promover la llegada de capital extranjero, la inversión pública y el emprendimiento privado. Dentro de los proyectos comprendidos por éste se encuentra la construcción del puente Río-Niterói sobre la bahía, comenzado en 1968. La obra fue inaugurada en 1974, durante los últimos días del gobierno de Emílio Garrastazu Médici.